# St. Florian
 St. Florian és una població dels Estats Units a l'estat d'Alabama. Segons el cens del 2000 tenia 335 habitants.

## Demografia
Segons el cens del 2000, St. Florian tenia 335 habitants, 129 habitatges, i 103 famílies La densitat de població era de 43,4 habitants/km².
Dels 129 habitatges en un 34,1% hi vivien nens de menys de 18 anys, en un 72,9% hi vivien parelles casades, en un 2,3% dones solteres, i en un 19,4% no eren unitats familiars. En el 17,1% dels habitatges hi vivien persones soles el 8,5% de les quals corresponia a persones de 65 anys o més que vivien soles. El nombre mitjà de persones vivint en cada habitatge era de 2,6 i el nombre mitjà de persones que vivien en cada família era de 2,89.
Per edats la població es repartia de la següent manera: un 22,1% tenia menys de 18 anys, un 6,9% entre 18 i 24, un 31% entre 25 i 44, un 28,4% de 45 a 60 i un 11,6% 65 anys o més.
L'edat mediana era de 40 anys. Per cada 100 dones hi havia 94,8 homes. Per cada 100 dones de 18 o més anys hi havia 102,3 homes.
La renda mediana per habitatge era de 46.250 $ i la renda mediana per família de 48.125 $. Els homes tenien una renda mediana de 36.364 $ mentre que les dones 21.250 $. La renda per capita de la població era de 17.522 $. Aproximadament el 9,2% de les famílies i el 9,8% de la població estaven per davall del llindar de pobresa.

## Poblacions més properes
El següent diagrama mostra les poblacions més properes.